# Israel Gollancz

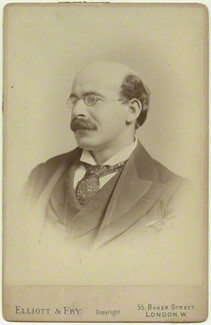

Israel Gollancz, född 13 juli 1864 i London, död 23 juni 1930 där, var en brittisk-judisk språkforskare. Han var bror till Hermann Gollancz och farbror till Victor Gollancz.
Gollancz blev professor i engelsk filologi vid Kings College i London 1906. Han var sekreterare i British Academy från dess stiftande 1903. Gollancz har utgett talrika forn- och medelengelska texter, bland annat Pearl (1881, ny utgåva 1921), Cynewulf's Christ (1892) och Exeter book (1895). Han har även redigerat Temple-upplagan av William Shakespeares arbeten och lämnat bidrag till Shakespeareforskningen, bland annat The sources of Hamlet (1926).